# Közönséges orchideafa
A közönséges orchideafa (Bauhinia variegata) a  pillangósvirágúak (Fabaceae) családjában a  lepényfaformák (Caesalpinioideae) Cercideae nemzetségcsoportjában a névadó orchideafa (Bauhinia) nemzetség legismertebb faja. Gyakran nevezik lila orchideafának, ami jelentős keveredést okoz, mert ez egy kevésbé elterjedt faj (Bauhinia purpurea) neve.

## Származása, elterjedése
Paleotropikus faj; eredeti termőhelye Ázsia déli része Indiától Dél-Kínáig — leginkább a Himalája déli lejtőin. Dísznövényként betelepítették a világ számos trópusi, illetve szubtrópusi tájára; így például (a teljesség igénye nélkül):
- Afrikába,
- Dél-Amerikába,
- Réunionra,
- Madeirára — Madeirán a Szent Katalin parkban, a kaszinó parkolójában és a Botanikus Kertben is megtalálható.

## Megjelenése, felépítése
Kis vagy közepes méretű fa, eredeti élőhelyén 4–6 m magasra nő. Az idősebb példányok törzse hosszanti irányban fölrepedezik és pikkelyesen hámlik. Koronája terebélyes; gyakran szélesebb, mint amilyen magas a fa. Ezüstös árnyalatú zöld levelei a nemzetség legtöbb fajától eltérően nem vese alakúak, hanem hegyesek; rövid levélnyélen függenek az ágakról.
Mintegy 10 centiméter átmérőjű, a rózsaszíntől a liláig változó, élénk színű, ötszirmú virágai tömegesen hajtanak az ágakon. A szirmok közepe rózsásabb, a széle lilásabb árnyalatú. Termése hüvely.

## Életmódja, termőhelye
A nagy humusztartalmú, nedves talajt kedveli. Leveleit esténként középerük mentén összecsukja.

## Felhasználása
Szép lombjáért és bőségesen fakadó virágzatáért dísznövénynek ültetik. Főleg a trópusi és szubtrópusi éghajlaton terjedt el, mivel fagyérzékeny.
Virágai kora tavasszal nyílnak. Levelét és hüvelyeit Kelet-Indiában zöldségként fogyasztják.

## Alfajok, változatok
- B. variegata var. candida — fehér virágú.

## Galéria

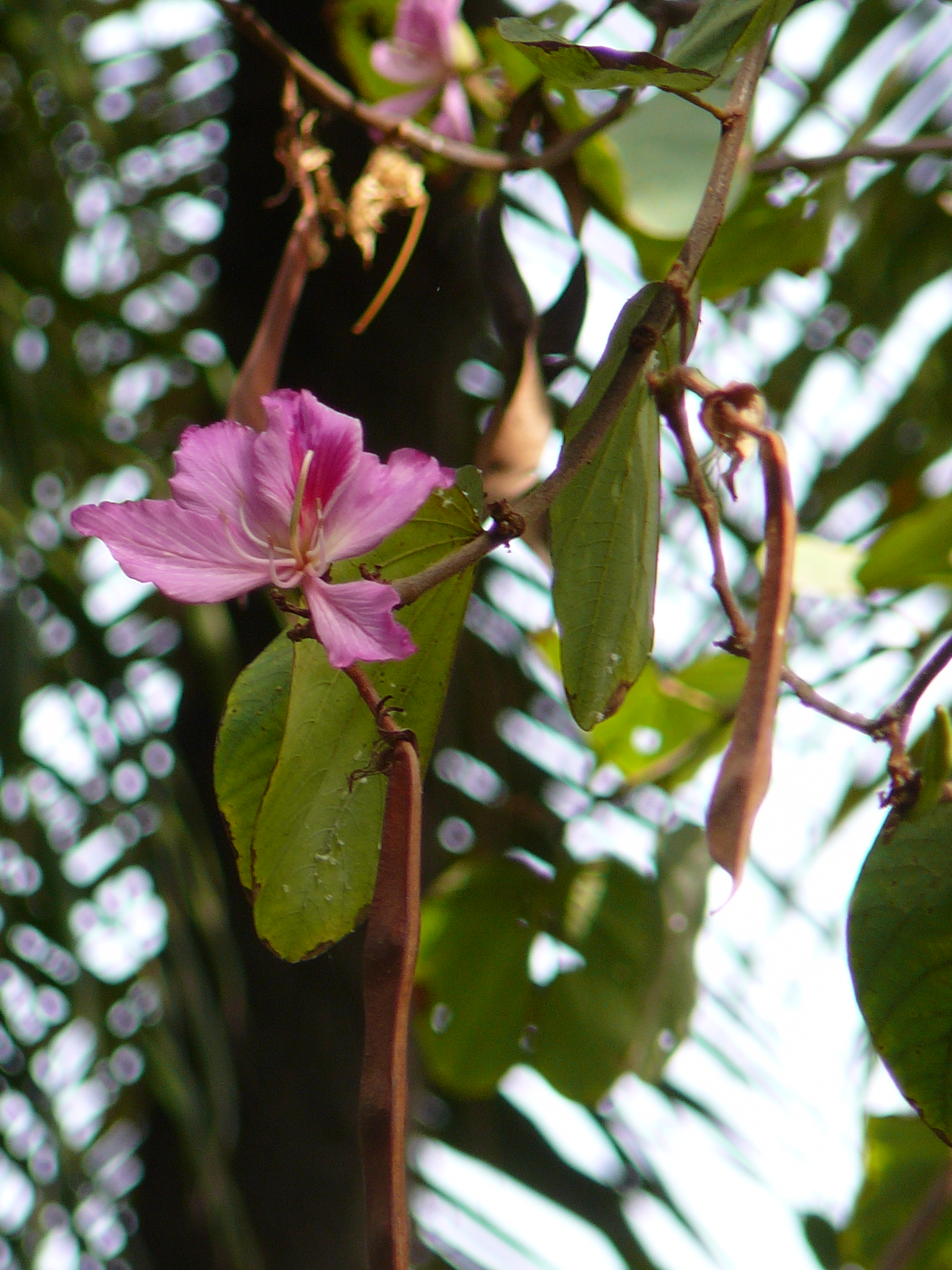
Közönséges orchideafa levele és virága
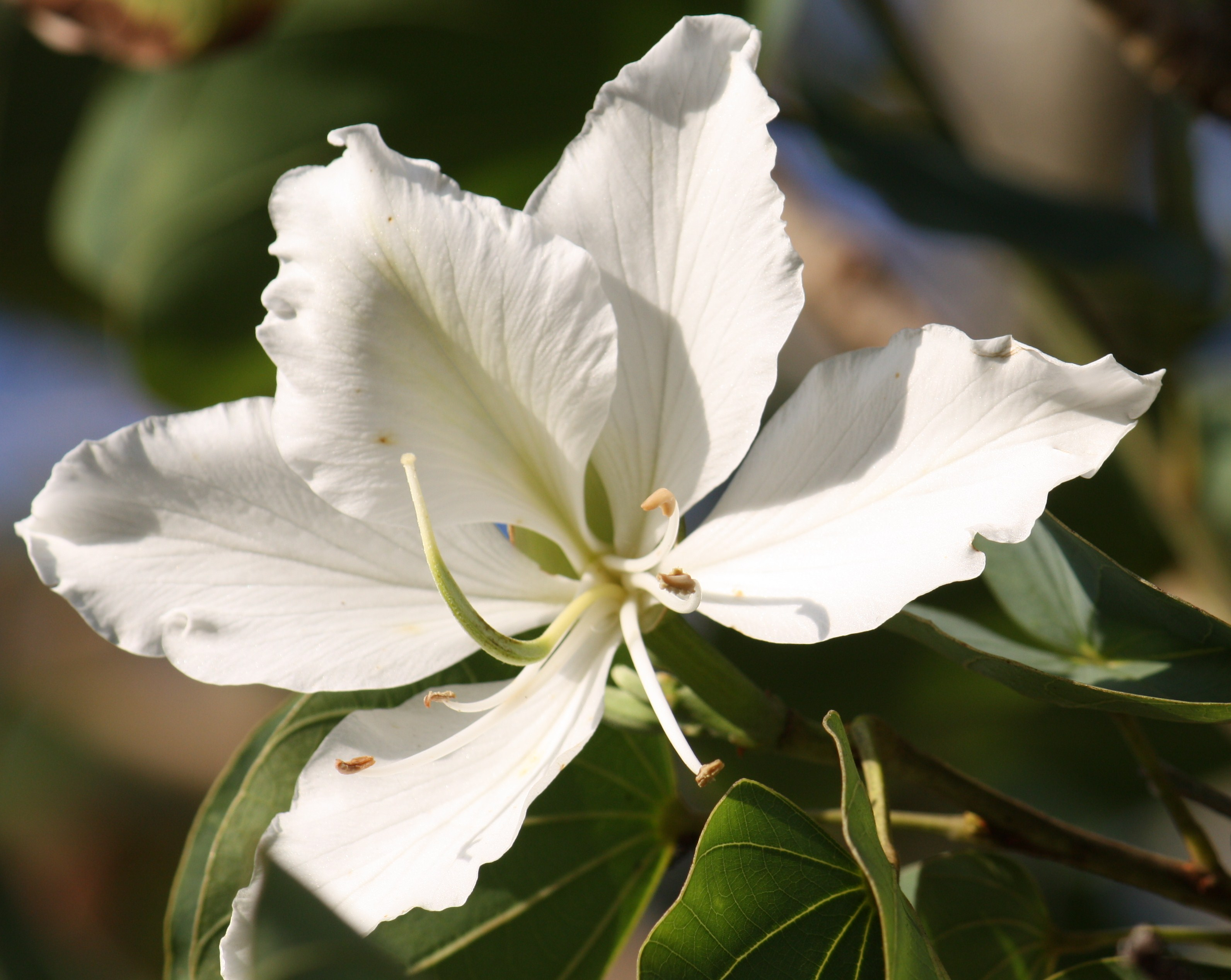
Bauhinia variegata var. candida
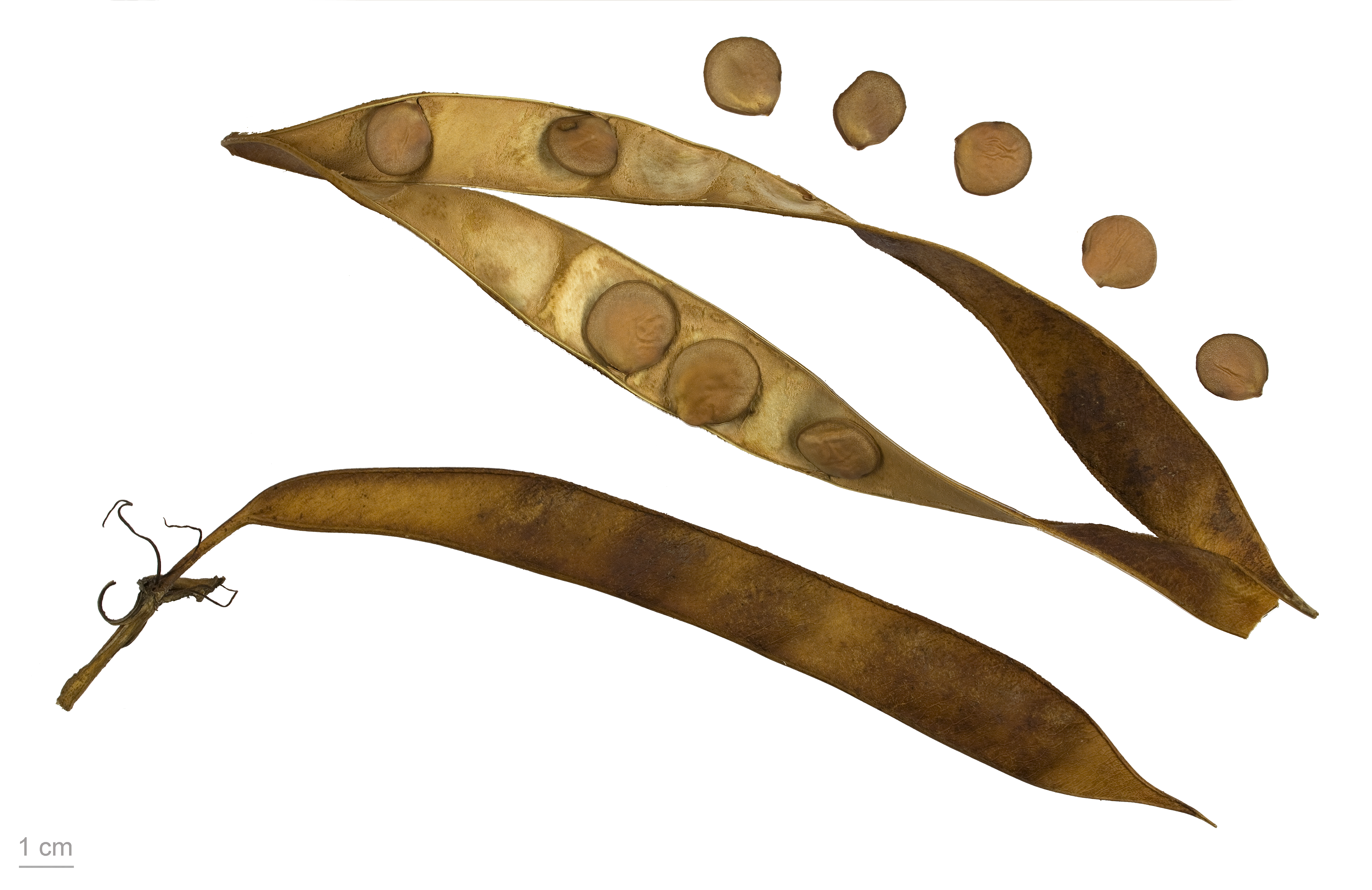
Bauhinia variegata termése és magjai